# رتاسین (فلاونول)
رتاسین (فلاونول) (به انگلیسی: Ricinelaidic acid) با فرمول شیمیایی C۱۸H۳۴O۳ یک ترکیب شیمیایی با شناسه پاب‌کم ۴۴۵۶۴۱ است. که جرم مولی آن ۲۹۸٫۴۶ g/mol می‌باشد. 